# Food and Chemical Toxicology
Food and Chemical Toxicology, abgekürzt Food Chem. Toxicol., ist eine monatlich erscheinende Peer-Review Fachzeitschrift. Die Erstausgabe erschien im Jahr 1963 unter dem Namen Food and Cosmetics Toxicology. Im Jahr 1981 wurde der Name auf Food and Chemical Toxicology geändert. Die Zeitschrift veröffentlicht Artikel und Übersichtsarbeiten, die sich mit adversen Effekten von natürlichen oder synthetischen Chemikalien auf die Gesundheit von Menschen beschäftigen.
Der Impact Factor des Journals lag im Jahr 2024 bei 3,5. Nach der Statistik des ISI Web of Knowledge wurde das Journal 2014 in der Kategorie Toxikologie an 30. Stelle von 87 Zeitschriften sowie in der Kategorie Food Science and Technology an 14. Stelle von 123 Zeitschriften geführt.
Chefredakteur ist Matthew Wright, Newcastle University, Vereinigtes Königreich.